# Lista de presidentes da República da China

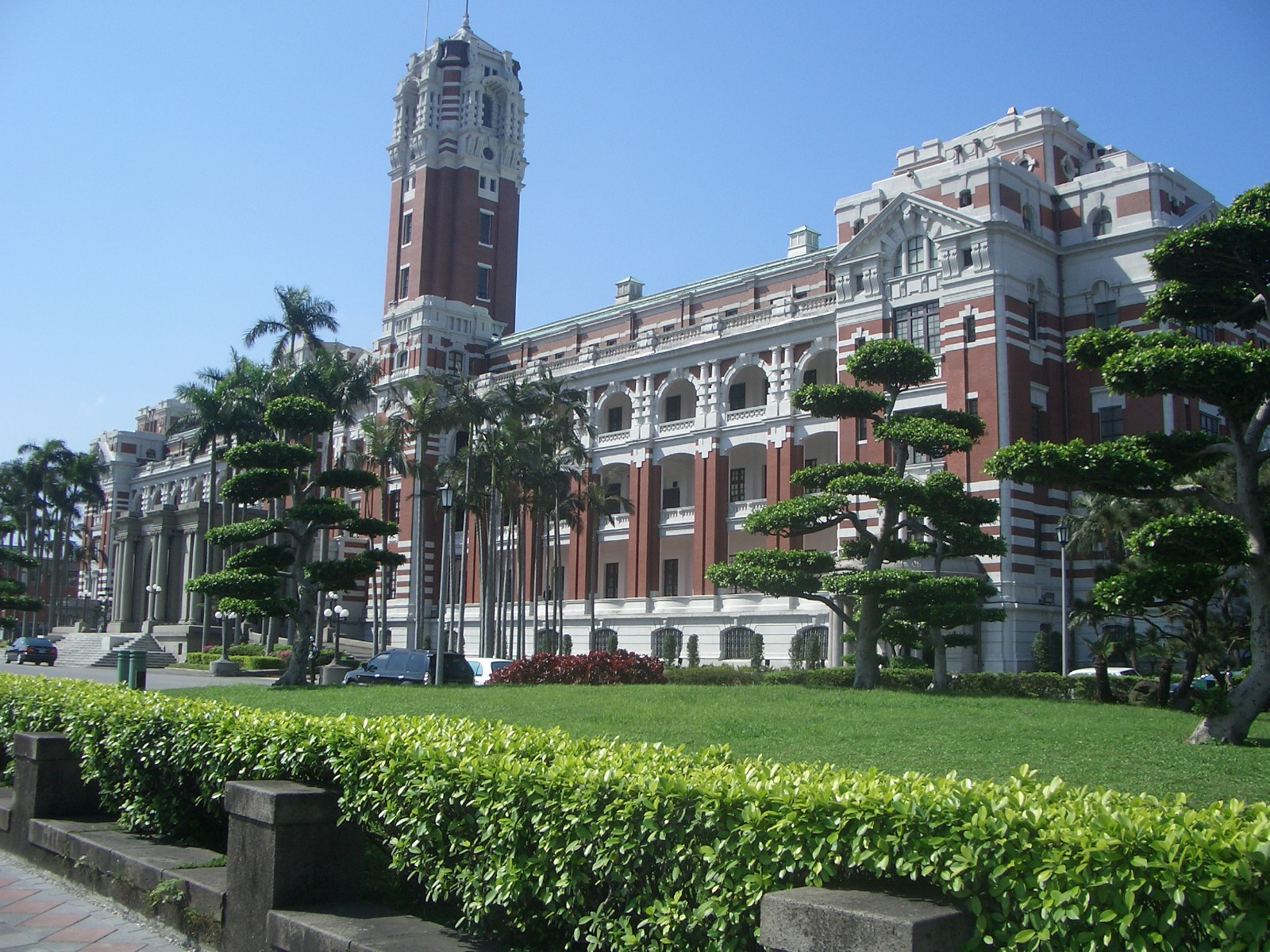
A residência oficial do presidente da República da China se encontra no distrito de Zhongzheng, em Taipei.

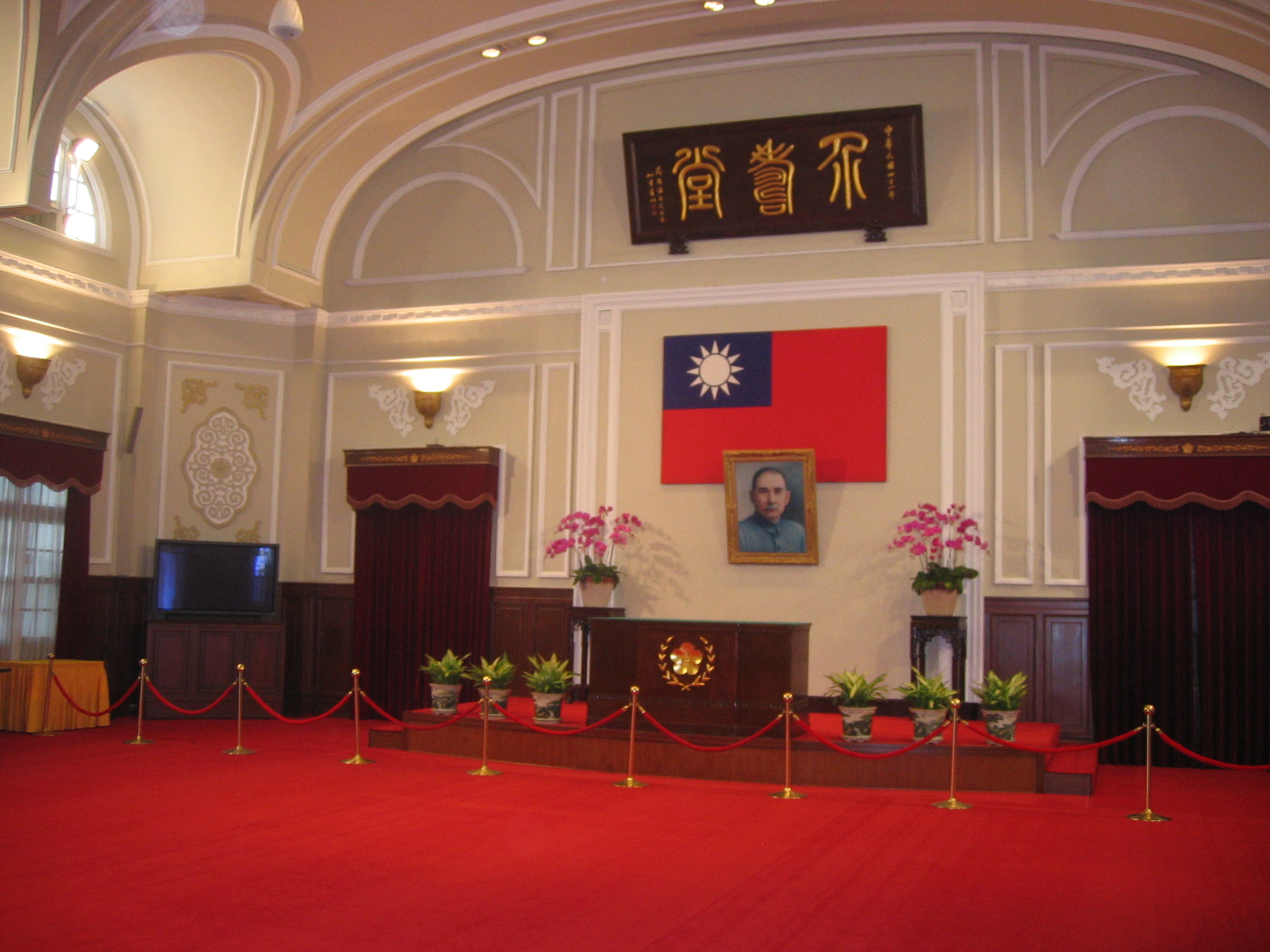
Interior da sede da presidência, com a bandeira da República da China e o retrato do "pai da nação" Sun Yat-sen.

Esta é uma lista dos Presidentes da República da China (1912-presente). A República da China é atualmente conhecida como "Taiwan" devido a Taiwan neste momento a fazer-se quase todo o seu território de facto.
O Presidente da República da China (em chinês tradicional: 总统 中华民国, chinês simplificado: 中华民国 总统, Pinyin: Zhonghua Mingú Zǒngtǒng) é o chefe de Estado da República da China, o estado que governou toda a China até 1949 e atualmente regula apenas a ilha de Taiwan e algumas ilhas menores. 
A República da China foi criada em Nanjing em 1912 e o primeiro presidente foi Sun Yat-sen, que atuou de forma interina até que foi substituído por Yuan Shikai. Anos mais tarde, o cargo deveria ser abolido e não seria restabelecido até 1947, quando adotou-se a atual Constituição da República da China, que consagrou a figura do presidente como chefe de Estado e definiu as suas competências. A Constituição entrou em vigor em 1948, e Chiang Kai-shek, o líder político e militar indiscutível do Estado republicano, foi nomeado presidente. No entanto, a vitória do Partido Comunista da China na guerra civil chinesa em 1949, que levou à fundação da República Popular em Pequim forçou os líderes da República da China a fugir para Taiwan, a única parte do território chinês que nunca iria cair sob o controle comunista. 
As instituições da República da China, tal como previsto na Constituição de 1947, manteve-se em Taiwan até agora. Devido à crescente identificação do estado da República da China, com sua atual realidade territorial, o Presidente da República da China é também chamado de maneira habitual, embora não oficial, presidente de Taiwan. 
A atual Presidente da República da China é Tsai Ing-wen, que venceu as eleições presidenciais de 16 de Janeiro de 2016 e foi empossada como a primeira mulher presidente no dia 20 de maio de 2016.

## Lista de presidentes antes da constituição de 1947

### Presidentes do Governo Provisório
- Período: 1 de janeiro de 1912 – 10 de outubro de 1913

      Tongmenghui
      Exército de Beiyang
| № | Retrato                                    | Nome (Nascimento–Morte)                    | Mandato              | Mandato               | Partido Político    | Vice-Presidente |
| - | ------------------------------------------ | ------------------------------------------ | -------------------- | --------------------- | ------------------- | --------------- |
| 1 |                                            | Sun Yat-sen 孫文 Sūn Wén (1866–1925)       | 1 de janeiro de 1912 | 10 de março de 1912   | Tongmenghui         | Li Yuanhong     |
| 1 | 1911 (94.11%)                              | Sun Yat-sen 孫文 Sūn Wén (1866–1925)       |                      |                       | Tongmenghui         | Li Yuanhong     |
| 1 | Primeiro presidente do Governo Provisório. | Sun Yat-sen 孫文 Sūn Wén (1866–1925)       |                      |                       |                     |                 |
| 2 |                                            | Yuan Shikai 袁世凱 Yuán Shìkǎi (1859–1916) | 10 de março de 1912  | 10 de outubro de 1913 | Exército de Beiyang | Li Yuanhong     |
| 2 | 1912 (100%)                                | Yuan Shikai 袁世凱 Yuán Shìkǎi (1859–1916) |                      |                       | Exército de Beiyang | Li Yuanhong     |
| 2 | Segundo presidente do Governo Provisório.  | Yuan Shikai 袁世凱 Yuán Shìkǎi (1859–1916) |                      |                       |                     |                 |

### Presidentes doGoverno de Beiyang
- Período: 10 de outubro de 1913 – 2 de junho de 1928

      Apartidário
      Exército de Beiyang e suas Facções
      Progressista
| № | Retrato | Nome (Nascimento–Morte)                                    | Mandato                | Mandato                | Partido Político      | Vice-Presidente |
| - | --- | ---------------------------------------------------------- | ---------------------- | ---------------------- | --------------------- | --------------- |
| 1 | | Yuan Shikai 袁世凱 Yuán Shìkǎi (1859–1916)                 | 10 de outubro de 1913  | 6 de junho de 1916     | Exército de Beiyang   | Li Yuanhong     |
| 1 | 1913 (71.12%) | Yuan Shikai 袁世凱 Yuán Shìkǎi (1859–1916)                 |                        |                        | Exército de Beiyang   | Li Yuanhong     |
| 1 | Morreu durante o mandato. | Yuan Shikai 袁世凱 Yuán Shìkǎi (1859–1916)                 |                        |                        |                       |                 |
| 2 | | Li Yuanhong 黎元洪 Lí Yuánhóng (1864–1928)                 | 7 de junho de 1916     | 17 de julho de 1917    | Progressista          | Feng Guozhang   |
| 2 | Como Vice-presidente de Yuan Shikai, Li tornou-se presidente depois da morte de Yuan.                                                          | Li Yuanhong 黎元洪 Lí Yuánhóng (1864–1928)                 |                        |                        |                       |                 |
| 3 | | Feng Guozhang 馮國璋 Féng Guózhāng (1859–1919)             | 17 de julho de 1917    | 10 de outubro de 1918  | Facção Zhili          | Vacante         |
| 3 | Devido a Restauração Manchu, Li Yuanhong abandonou o Palácio Presidencial e apontou seu Vice-presidente, Feng Guozhang, como atual presidente. | Feng Guozhang 馮國璋 Féng Guózhāng (1859–1919)             |                        |                        |                       |                 |
| 4 | | Xu Shichang 徐世昌 Xú Shìchāng (1855–1939)                 | 10 de outubro de 1918  | 2 de junho de 1922     | Facção Anhui          | Vacante         |
| 4 | 1918 (98.15%) | Xu Shichang 徐世昌 Xú Shìchāng (1855–1939)                 |                        |                        | Facção Anhui          | Vacante         |
| 4 | |                                                            |                        |                        |                       |                 |
| — | | Zhou Ziqi 周自齊 Zhōu Zìqí (1871–1923)                     | 2 de junho de 1922     | 11 de junho de 1922    | Facção da Comunicação | Vacante         |
| — | |                                                            |                        |                        |                       |                 |
| 5 | | Li Yuanhong 黎元洪 Lí Yuánhóng (1864–1928)                 | 11 de junho de 1922    | 13 de junho de 1923    | Facção de Pesquisa    | Vacante         |
| 5 | |                                                            |                        |                        |                       |                 |
| — | | Gao Lingwei 高凌霨 Gāo Língwèi (1868–1939)                 | 14 de junho de 1923    | 10 de outubro de 1923  | Apartidário           | Vacante         |
| — | |                                                            |                        |                        |                       |                 |
| 6 | | Cao Kun 曹錕 Cáo Kūn (1862–1938)                           | 10 de outubro de 1923  | 2 de novembro de 1924  | Facção Zhili          | Vacante         |
| 6 | 1923 (81.36%) | Cao Kun 曹錕 Cáo Kūn (1862–1938)                           |                        |                        | Facção Zhili          | Vacante         |
| 6 | |                                                            |                        |                        |                       |                 |
| — | | Huang Fu 黃郛 Huáng Fú (1883–1936)                         | 2 de novembro de 1924  | 24 de novembro de 1924 | Apartidário           | Vacante         |
| — | |                                                            |                        |                        |                       |                 |
| 7 | | Duan Qirui 段祺瑞 Duàn Qíruì (1865–1936)                   | 24 de novembro de 1924 | 20 de novembro de 1926 | Facção Anhui          | Vacante         |
| 7 | Duan foi Chefe Executivo Provisório ao invés de Presidente.                                                                                    | Duan Qirui 段祺瑞 Duàn Qíruì (1865–1936)                   |                        |                        |                       |                 |
| — | | Hu Weide 胡惟德 Hú Wéidé (1863–1933)                       | 20 de abril de 1926    | 13 de maio de 1926     | Apartidário           | Vacante         |
| — | |                                                            |                        |                        |                       |                 |
| — | | Yan Huiqing (W.W. Yan) 顏惠慶 Yán Huìqìng (1877–1950)      | 13 de maio de 1926     | 22 de junho de 1926    | Apartidário           | Vacante         |
| — | |                                                            |                        |                        |                       |                 |
| — | | Du Xigui 杜錫珪 Dù Xīguī (1875–1933)                       | 22 de junho de 1926    | 1 de outubro de 1926   | Facção Zhili          | Vacante         |
| — | |                                                            |                        |                        |                       |                 |
| — | | Koo Vi-kyuin (Wellington Koo) 顧維鈞 Gù Wéijūn (1887–1985) | 1 de outubro de 1926   | 17 de junho de 1927    | Apartidário           | Vacante         |
| — | |                                                            |                        |                        |                       |                 |
| 8 | | Zhang Zuolin 張作霖 Zhāng Zuòlín (1875–1928)               | 18 de junho de 1927    | 2 de junho de 1928     | Facção Fengtian       | Vacante         |
| 8 | Zhang foi o Generalíssimo do Governo Militar de Beiyang ao invés de Presidente.                                                                | Zhang Zuolin 張作霖 Zhāng Zuòlín (1875–1928)               |                        |                        |                       |                 |

### Presidentes doGoverno Nacionalista
- Período: 7 de fevereiro de 1928 – 20 de maio de 1948

      Kuomintang (Nacionalista)
O chefe de estado do Governo Nacionalista (國民政府) neste período (tutelado político, 訓政時期) foi chamado formalmente como "Presidente" (主席) porém é traduzido como "Presidente do Governo Nacionalista da República da China".
| № | Retrato                   | Nome (Nascimento–Morte)                             | Mandato                | Mandato                | Partido Político | Vice-Presidente |
| - | ------------------------- | --------------------------------------------------- | ---------------------- | ---------------------- | ---------------- | --------------- |
| 1 |                           | Tan Yankai 譚延闓 Tán Yánkǎi (1880–1930)            | 7 de fevereiro de 1928 | 10 de outubro de 1928  | Kuomintang       | Vacante         |
| 1 |                           |                                                     |                        |                        |                  |                 |
| 2 |                           | Chiang Kai-shek 蔣中正 Jiǎng Zhōngzhèng (1887–1975) | 10 de outubro de 1928  | 15 de dezembro de 1931 | Kuomintang       | Vacante         |
| 2 |                           |                                                     |                        |                        |                  |                 |
| 3 |                           | Lin Sen 林森 Lín Sēn (1868–1943)                    | 15 de dezembro de 1931 | 1 de agosto de 1943    | Kuomintang       | Vacante         |
| 3 | Morreu durante o mandato. | Lin Sen 林森 Lín Sēn (1868–1943)                    |                        |                        |                  |                 |
| 4 |                           | Chiang Kai-shek 蔣中正 Jiǎng Zhōngzhèng (1887–1975) | 1 de agosto de 1943    | 20 de maio de 1948     | Kuomintang       | Vacante         |
| 4 |                           |                                                     |                        |                        |                  |                 |

## Lista de presidentes depois da constituição de 1947

### Presidentes eleitos pela Assembleia Nacional
- Período: 20 de maio de 1948 – 20 de maio de 1996

      Kuomintang (Nacionalista)
No outono de 1949 o governo da República da China recuou para Taiwan e ilhas próximas como resultado da conquista do poder da China pela República Popular da China. A capital foi transferida para Taipei. A lei marcial terminou em 1980 e as eleições diretas foram introduzidas em 1996.
| № | Retrato | Nome (Nascimento–Morte)                               | Mandato               | Mandato               | Período       | Eleições                                   | Partido Político | Vice-Presidente                       |
| - | --- | ----------------------------------------------------- | --------------------- | --------------------- | ------------- | ------------------------------------------ | ---------------- | ------------------------------------- |
| 1 | | Chiang Kai-shek 蔣中正 Jiǎng Zhōngzhèng (1887–1975)   | 20 de maio de 1948    | 21 de janeiro de 1949 | 1             | 1948 (90.03%)                              | Kuomintang       | Li Zongren                            |
| 1 | Renunciou após uma sucessão de derrotas pelos comunistas na Guerra Civil Chinesa. | Chiang Kai-shek 蔣中正 Jiǎng Zhōngzhèng (1887–1975)   |                       |                       |               |                                            |                  |                                       |
| — | | Li Zongren 李宗仁 Lǐ Zōngrén (1890–1969)              | 21 de janeiro de 1949 | 1 de março de 1950    | 1             | —                                          | Kuomintang       | Vacante                               |
| — | Presidente Interino sobre a renúncia de Chiang Kai-shek. Tinha uma relação antagônica com Chiang. Após a queda de Guangdong, Li viajou para Nova York e denunciou Chiang. | Li Zongren 李宗仁 Lǐ Zōngrén (1890–1969)              |                       |                       |               |                                            |                  |                                       |
| 1 | | Chiang Kai-shek 蔣中正 Jiǎng Zhōngzhèng (1887–1975)   | 1 de março de 1950    | 20 de maio de 1954    | 1             | —                                          | Kuomintang       | Li Zongren (1950–1954) Vacante (1954) |
| 1 | 20 de maio de 1954 | Chiang Kai-shek 蔣中正 Jiǎng Zhōngzhèng (1887–1975)   | 20 de maio de 1960    | 2                     | 1954 (96.91%) | Chen Cheng                                 | Kuomintang       |                                       |
| 1 | 20 de maio de 1960 | Chiang Kai-shek 蔣中正 Jiǎng Zhōngzhèng (1887–1975)   | 20 de maio de 1966    | 3                     | 1960 (93.97%) | Chen Cheng (1960–1965) Vacante (1965-1966) | Kuomintang       |                                       |
| 1 | 20 de maio de 1966 | Chiang Kai-shek 蔣中正 Jiǎng Zhōngzhèng (1887–1975)   | 20 de maio de 1972    | 4                     | 1966 (98.60%) | Yen Chia-kan                               | Kuomintang       |                                       |
| 1 | 20 de maio de 1972 | Chiang Kai-shek 蔣中正 Jiǎng Zhōngzhèng (1887–1975)   | 5 de abril de 1975    | 5                     | 1972 (99.39%) | Yen Chia-kan                               | Kuomintang       |                                       |
| 1 | Derrotado no continente; transferiu o governo para Taipei. Morreu durante o mandato. | Chiang Kai-shek 蔣中正 Jiǎng Zhōngzhèng (1887–1975)   |                       |                       |               |                                            |                  |                                       |
| 2 | | Yen Chia-kan (C.K. Yen) 嚴家淦 Yán Jiāgàn (1905–1993) | 6 de abril de 1975    | 20 de maio de 1978    | 5             | —                                          | Kuomintang       | Vacante                               |
| 2 | Primeiro-ministro (1963–1972). Como Vice-presidente de Chiang Kai-shek, Yan sucedeu a presidência devido a morte de Chiang. | Yen Chia-kan (C.K. Yen) 嚴家淦 Yán Jiāgàn (1905–1993) |                       |                       |               |                                            |                  |                                       |
| 3 | | Chiang Ching-kuo 蔣經國 Jiǎng Jīngguó (1910–1988)     | 20 de maio de 1978    | 20 de maio de 1984    | 6             | 1978 (98.34%)                              | Kuomintang       | Hsieh Tung-min                        |
| 3 | 20 de maio de 1984 | Chiang Ching-kuo 蔣經國 Jiǎng Jīngguó (1910–1988)     | 13 de janeiro de 1988 | 7                     | 1984 (95.11%) | Lee Teng-hui                               | Kuomintang       |                                       |
| 3 | Filho de Chiang Kai-shek, iniciou os "Dez Grandes Projetos de Construção" e terminou a lei marcial. Morreu durante o mandato. | Chiang Ching-kuo 蔣經國 Jiǎng Jīngguó (1910–1988)     |                       |                       |               |                                            |                  |                                       |
| 4 | | Lee Teng-hui 李登輝 Lǐ Dēnghuī (1923–2020)            | 13 de janeiro de 1988 | 20 de maio de 1990    | 7             | —                                          | Kuomintang       | Vacante                               |
| 4 | 20 de maio de 1990 | Lee Teng-hui 李登輝 Lǐ Dēnghuī (1923–2020)            | 20 de maio de 1996    | 8                     | 1990 (85.24%) | Li Yuan-zu                                 | Kuomintang       |                                       |
| 4 | Prefeito de Taipei (1978–1981), Governador da Província de Taiwan (1981–1984). Como vice-Presidente (1984–1988) sob Chiang Ching-kuo, Lee sucedeu a presidência devido a morte de Chiang. Presidente do Kuomintang (1988–2000). Primeiro taiwanês nativo a ser presidente. Supervisionou as reformas democráticas. | Lee Teng-hui 李登輝 Lǐ Dēnghuī (1923–2020)            |                       |                       |               |                                            |                  |                                       |

### Presidentes depois da introdução das Eleições Diretas
- Período: 20 de maio de 1996 – presente

      Kuomintang (Nacionalista)
      Partido Democrático Progressista (Independentista)
| № | Retrato | Nome (Nascimento–Morte)                     | Mandato            | Mandato            | Período                  | Mandatos Eleitorais      | Partido Político                 | Vice-Presidente |
| - | --- | ------------------------------------------- | ------------------ | ------------------ | ------------------------ | ------------------------ | -------------------------------- | --------------- |
| 4 | | Lee Teng-hui 李登輝 Lǐ Dēnghuī (1923–2020)  | 20 de maio de 1996 | 20 de maio de 2000 | 9                        | 1996; 5,813,699 (54.0%)  | Kuomintang                       | Lien Chan       |
| 4 | Primeiro presidente eleito por eleição direta. | Lee Teng-hui 李登輝 Lǐ Dēnghuī (1923–2020)  |                    |                    |                          |                          |                                  |                 |
| 5 | | Chen Shui-bian 陳水扁 Chén Shuǐbiǎn (1950–) | 20 de maio de 2000 | 20 de maio de 2004 | 10                       | 2000; 4,977,737 (39.3%)  | Partido Democrático Progressista | Annette Lu      |
| 5 | 20 de maio de 2004 | Chen Shui-bian 陳水扁 Chén Shuǐbiǎn (1950–) | 20 de maio de 2008 | 11                 | 2004; 6,446,900 (50.11%) |                          | Partido Democrático Progressista | Annette Lu      |
| 5 | Membro do Legislativo Yuan do 1º Distrito de Taipei (1990–1994), Prefeito de Taipei (1994–1998). Primeiro Presidente da Pan-Verde e pró-independência. Presidente do PDP (2002–2004, 2007–2008). Condenado à prisão perpétua por corrupção.                                                                              | Chen Shui-bian 陳水扁 Chén Shuǐbiǎn (1950–) |                    |                    |                          |                          |                                  |                 |
| 6 | | Ma Ying-jeou 馬英九 Mǎ Yīngjiǔ (1950–)      | 20 de maio de 2008 | 20 de maio de 2012 | 12                       | 2008; 7,658,724 (58.45%) | Kuomintang                       | Vincent Siew    |
| 6 | 20 de maio de 2012 | Ma Ying-jeou 馬英九 Mǎ Yīngjiǔ (1950–)      | 20 de maio de 2016 | 13                 | 2012; 6,891,139 (51.60%) | Wu Den-yih               | Kuomintang                       |                 |
| 6 | Ministro da Justiça (1993–1996), Prefeito de Taipei (1998–2006), Presidente do Kuomintang (2005–2007, 2009–2014). Primeira administração com maioria do PDP no Legislativo Yuan (2016). | Ma Ying-jeou 馬英九 Mǎ Yīngjiǔ (1950–)      |                    |                    |                          |                          |                                  |                 |
| 7 | | Tsai Ing-wen 蔡英文 Cài Yīngwén (1956–)     | 20 de maio de 2016 | 20 de maio de 2020 | 14                       | 2016; 6,894,744 (56.1%)  | Partido Democrático Progressista | Chen Chien-jen  |
| 7 | 20 de maio de 2020 | Tsai Ing-wen 蔡英文 Cài Yīngwén (1956–)     | 20 de maio de 2024 | 15                 | 2020; 8,170,231 (57.1%)  | Lai Ching-te             | Partido Democrático Progressista |                 |
| 7 | Vice-primeira-ministra (2006–2007), Presidente do PDP (2008–2012, 2014–). Primeira mulher presidente, primeira presidente de origem Paiwan, primeira administração com o PDP controlando tanto o executivo quanto o legislativo, primeira presidente eleita sem ter ocupado anteriormente o cargo de Prefeito de Taipei. | Tsai Ing-wen 蔡英文 Cài Yīngwén (1956–)     |                    |                    |                          |                          |                                  |                 |
| 8 | | Lai Ching-te 賴清德 Lài Qīngdé (1959–)      | 20 de maio de 2024 | em exercício       | 16                       | 2024: 5,586,019 (40.05%) | Partido Democrático Progressista | Hsiao Bi-khim   |